# Robert Winchelsey
Robert Winchelsey (1245 circa – Otford, 11 maggio 1313) è stato un arcivescovo cattolico e teologo inglese.
È stato arcivescovo di Canterbury.

## Biografia
Studiò sia a Parigi sia ad Oxford ed insegnò poi in quelle stesse sedi. La sua scuola di pensiero apparteneva a quella fondata da Tommaso d'Aquino, la scolastica. In patria Robert detenne diversi importanti uffici, fra cui quello di Cancelliere dell'Università di Oxford prima di divenire arcivescovo di Canterbury nei primi mesi del 1293. Sebbene inizialmente fosse un fervente sostenitore di Edoardo I d'Inghilterra, con il passare del tempo lo avversò, divenendo uno dei suoi più accesi detrattori. Robert, influenzato anche dal papa, si oppose strenuamente all'aumento delle tasse sul clero che il re voleva imporre e a questo proposito, come ogni altro chierico, fu nemico del tesoriere del re Walter Langton.
Quando al soglio pontificio salì papa Clemente V, uomo di Edoardo I, il re poté facilmente esiliare Robert nel 1305 e solo due anni dopo con la salita al trono di Edoardo II d'Inghilterra egli poté tornare in patria a seguito di una richiesta del nuovo re al pontefice. Robert non si dimostrò molto grato e aderì presto alla fazione nemica del sovrano, divenendo l'unico chierico che si schierò contro il ritorno di Pietro Gaveston, favorito del re. Robert morì nel 1313 e, nonostante alcune dichiarazioni circa alcune sue azioni miracolose, nessun tentativo di farlo santo andò mai in porto.

### Il buio dei primi anni
Dell'infanzia di Robert si conosce molto poco, la data di nascita è approssimativa e il luogo è sconosciuto. Sui suoi primi studi c'è altrettanto silenzio e il primo momento in cui si ha effettiva traccia di lui è quando va a studiare a Parigi e all'Università di Oxford, divenendo poi rettore della prima e cancelliere della seconda. Durante il suo soggiorno parigino Robert sposa la filosofia della scolastica ed è anche possibile che abbia incontrato Tommaso d'Aquino. Nel 1283 è canonico presso la Cattedrale di Saint Paul, ma non è chiaro da quanto tempo fosse già tornato in Inghilterra. Nei successivi cinque anni ottenne la prebenda di Oxgate, presso Londra e fu creato arcidiacono dell'Essex, sempre entro la diocesi londinese.

### L'elezione ad Arcivescovo
Nel dicembre 1292 l'arcivescovo di Canterbury John Peckham morì e nel febbraio 1293 Robert ne divenne il successore. Stranamente pare che né il sovrano né il pontefice misero mano alla sua elezione, tanto che il 1º aprile Robert dovette lasciare l'Inghilterra per recarsi a Roma e ricevere la conferma papale alla sua nomina. In quel periodo però era già da un anno riunito il Conclave e solo nel settembre 1294 il nuovo pontefice Celestino V lo consacrò con una cerimonia celebrata all'Aquila.

### Il conflitto con Edoardo I
Robert fu un fiero oppositore del sovrano, a dispetto del giuramento di fedeltà che aveva pronunciato egli affermò che aveva giurato rispetto agli aspetti temporali e non certo a quanto concerneva quelli spirituali. Per tutta la durata del suo mandato egli si oppose all'aumento delle tasse sulla Chiesa oltre un certo livello e resistette ad ogni tentativo di fargli cambiare parere. Nell'agosto del 1295 egli offrì al re un decimo di tutte le entrate clericali, meno di quanto Edoardo sperava di raccogliere con le tassazioni. Robert gli concesse inoltre, che se la guerra in Francia fosse continuata anche l'anno seguente, motivo per cui queste tasse venivano richieste, allora la Chiesa avrebbe dato altri contributi. Nel 1296 papa Bonifacio VIII fece approvare la bolla Clericis laicos che proibiva il pagamento di tasse ai poteri secolari pena la scomunica. In base a questo documento, l'anno seguente, Robert consigliò ai propri chierici di non pagare le tasse. A dispetto di ciò i preti di York pagarono una somma pari a un quinto delle loro entrate. Edoardo, dal canto suo, decretò che chi non avrebbe pagato sarebbe stato considerato fuorilegge e le sue proprietà confiscate. Come incentivo promise che chi avrebbe pagato un'ammenda pari a un quinto delle entrate sarebbe rientrato entro la sua protezione, furono in molti a cedere e quando, in marzo, i chierici del sud si incontrarono, Robert lasciò loro libera scelta circa il pagare o meno la multa. Anche in quel caso molti accettarono il pagamento, ma non Robert che vide le sue proprietà confiscate. Solo nel luglio dello stesso anno ebbe luogo una riconciliazione fra i due presso la Cattedrale di Westminster e le terre tornarono all'arcivescovo. In quell'occasione Robert tentò di mediare fra il sovrano e i conti che erano invischiati nella stessa situazione.
Le diatribe fra il sovrano e l'arcivescovo non erano finite, infatti Robert si scontrò con il tesoriere del re Walter Langton, vescovo di Lichfield, nel 1299 seguì una breve riconciliazione, tanto che Robert presiedette al secondo matrimonio del re con Margherita di Francia (1279-1318) celebrato a Canterbury. In quello stesso periodo Robert asserì vigorosamente la propria autorità sui vescovi a lui subordinati e discusse aspramente con papa Bonifacio VIII circa un beneficio ecclesiastico del Sussex. Per questo fu scomunicato nel 1301 e reintegrato nel 1302.

### L'esilio e il ritorno
Robert e i baroni si unirono nel domandare al re delle riforme in occasione della riunione del Parlamento del 1301, ma la successiva adesione dell'arcivescovo alla richiesta del papa di proteggere gli interessi scozzesi ruppe tale alleanza. Una delle ragioni che aveva spinto, all'inizio, Robert ad allearsi con i baroni era la profonda avversione che provava per il consigliere di Walter Langton. Edoardo non fece niente contro l'arcivescovo fino al 1305, quando venne eletto il cappellano del precedente pontefice, Bertrand de Got, con il nome di papa Clemente V. Edoardo mandò quindi due messi, Langton e Henry de Lacy, III conte di Lincoln per riferire al papa che Robert stava tramando contro di lui, la conseguenza fu la sospensione dell'arcivescovo, attuata il 12 febbraio 1306. Robert lasciò l'Inghilterra e si recò presso la corte papale di Bordeaux, dove rimase sino alla morte di Edoardo, avvenuta nel luglio 1307. Solo Anthony Bek, vescovo di Durham rimase fedele a Robert.
La salita al trono di Edoardo II d'Inghilterra portò alla restaurazione di Robert ad arcivescovo, dietro esplicita richiesta del re, cui il papa acconsentì il 22 gennaio 1308. Robert in ogni caso si unì presto ai detrattori del sovrano e solo lui e Guy de Beauchamp, X conte di Warwick si opposero al ritorno in patria nel 1312 del favorito di Edoardo II, Pietro Gaveston. Robert aiutò gli oppositori scomunicando i loro nemici, tanto che fu fra i firmatari delle Ordinanze del 1311, unico esponente di spicco del clero. La vita di Robert era ormai agli sgoccioli e morì a Otford, nel Kent, l'11 maggio 1313.

## Genealogia episcopale e successione apostolica
La genealogia episcopale è:
- Cardinale Gerardo Bianchi
- Arcivescovo Robert Winchelsey

La successione apostolica è:
- Vescovo John di Monmouth (1297)
- Vescoco Simon di Ghent (1297)
- Vescovo John Salmon, O.S.B. (1299)
- Vescovo John Dalderby (1300)
- Vescovo Walter Haselshaw (1302)
- Vescovo Henry Woodlock, O.S.B. (1305)
- Vescoco John Langton (1305)
- Arcivescovo Walter Reynolds (1308)
- Vescovo John Drokensford (1309)
- Vescovo Anian Seys (1309)
- Vescovo John Keeton, O.S.B. (1310)